# Division 2 1978-1979
La Division 2 1978-1979 è stata la quarantesima edizione della Division 2, la seconda serie del campionato francese di calcio. Composta da 36 squadre divise in 2 gironi è stata vinta dal Gueugnon, che ha avuto la meglio nell'incontro per il titolo con il Brest, tuttavia ha rifiutato la promozione perché non voleva diventare un club professionista.
I capocannonieri sono stati Antoine Trivino del Gueugnon con 24 gol per il girone A, e Patrick Martet del Brest con 26 gol per il girone B.

## Girone A

### Classifica finale
|  |     | Classifica Girone A | Pt | G  | V  | N  | P  | GF | GS | DR  |
|  | --- | ------------------- | -- | -- | -- | -- | -- | -- | -- | --- |
|  | 1.  | Gueugnon            | 46 | 34 | 18 | 10 | 6  | 68 | 40 | +28 |
|  | 2.  | Olympique Avignone  | 46 | 34 | 19 | 8  | 7  | 47 | 27 | +20 |
|  | 3.  | Béziers             | 43 | 34 | 19 | 5  | 10 | 55 | 31 | +24 |
|  | 4.  | Auxerre             | 42 | 34 | 19 | 4  | 11 | 56 | 38 | +18 |
|  | 5.  | Besançon            | 42 | 34 | 18 | 6  | 10 | 45 | 28 | +17 |
|  | 6.  | Montpellier         | 40 | 34 | 17 | 6  | 11 | 57 | 43 | +14 |
|  | 7.  | Martigues           | 37 | 34 | 16 | 5  | 13 | 62 | 49 | +13 |
|  | 8.  | Cannes              | 36 | 34 | 13 | 10 | 11 | 38 | 40 | -2  |
|  | 9.  | Montluçon           | 33 | 34 | 10 | 13 | 11 | 36 | 35 | +1  |
|  | 10. | Tolosa              | 33 | 34 | 13 | 7  | 14 | 42 | 53 | -11 |
|  | 11. | Chaumont            | 33 | 34 | 10 | 13 | 11 | 36 | 49 | -13 |
|  | 12. | Tolone              | 30 | 34 | 12 | 6  | 16 | 42 | 43 | -1  |
|  | 13. | Saint-Dié           | 30 | 34 | 10 | 10 | 14 | 33 | 41 | -8  |
|  | 14. | Olympique Alès      | 28 | 34 | 12 | 4  | 18 | 40 | 52 | -12 |
|  | 15. | Ajaccio             | 28 | 34 | 11 | 6  | 17 | 36 | 53 | -17 |
|  | 16. | Épinal              | 25 | 34 | 9  | 7  | 18 | 40 | 52 | -12 |
|  | 17. | Troyes AF           | 24 | 34 | 7  | 10 | 17 | 33 | 44 | -11 |
|  | 18. | Arles               | 16 | 34 | 5  | 6  | 23 | 24 | 72 | -48 |

### Verdetti
- Gueugnon vincitore della Division 2. Non promosso per rinuncia da parte del club di acquisire lo statuto di squadra professionistica.
- Épinal,  Troyes AF e  Arles retrocesse in Division 3 1979-1980.

### Record
- Maggior numero di vittorie:  Olympique Avignone,  Béziers,  Auxerre (19)
- Minor numero di sconfitte:  Gueugnon (6)
- Migliore attacco:  Gueugnon (68 gol fatti)
- Miglior difesa:  Olympique Avignone (27 gol subiti)
- Miglior differenza reti:  Béziers (+24)
- Maggior numero di pareggi:  Montluçon (13)
- Minor numero di pareggi:  Auxerre (4)
- Maggior numero di sconfitte:  Arles (23)
- Minor numero di vittorie:  Arles (5)
- Peggiore attacco:  Arles (24 gol fatti)
- Peggior difesa:  Arles (72 gol subiti)
- Peggior differenza reti:  Arles (-48)
- Capocannoniere: Antoine Trivino (26 gol  Gueugnon)

## Girone B

### Classifica finale
|  |     | Classifica Girone B | Pt | G  | V  | N  | P  | GF | GS | DR  |
|  | --- | ------------------- | -- | -- | -- | -- | -- | -- | -- | --- |
|  | 1.  | Brest               | 54 | 34 | 25 | 4  | 5  | 69 | 22 | +47 |
|  | 2.  | Lens                | 51 | 34 | 21 | 9  | 4  | 74 | 26 | +48 |
|  | 3.  | Dunkerque           | 46 | 34 | 17 | 12 | 5  | 51 | 29 | +22 |
|  | 4.  | Tours               | 43 | 34 | 15 | 13 | 6  | 53 | 39 | +14 |
|  | 5.  | Rouen               | 37 | 34 | 13 | 11 | 10 | 52 | 44 | +8  |
|  | 6.  | Limoges             | 37 | 34 | 14 | 9  | 11 | 37 | 32 | +5  |
|  | 7.  | Rennes              | 36 | 34 | 13 | 10 | 11 | 43 | 33 | +10 |
|  | 8.  | Guingamp            | 36 | 34 | 12 | 12 | 10 | 35 | 39 | -4  |
|  | 9.  | Orléans             | 34 | 34 | 13 | 8  | 13 | 36 | 42 | -6  |
|  | 10. | Châteauroux         | 33 | 34 | 11 | 11 | 12 | 32 | 36 | -4  |
|  | 11. | Amicale Lucé        | 32 | 34 | 13 | 6  | 15 | 41 | 46 | -5  |
|  | 12. | Angoulême           | 31 | 34 | 9  | 13 | 12 | 33 | 36 | -3  |
|  | 13. | Stade Quimpérois    | 29 | 34 | 11 | 7  | 16 | 46 | 56 | -10 |
|  | 14. | Mulhouse            | 29 | 34 | 11 | 7  | 16 | 33 | 43 | -10 |
|  | 15. | AAJ Blois           | 28 | 34 | 9  | 10 | 15 | 39 | 57 | -18 |
|  | 16. | Boulogne            | 21 | 34 | 7  | 7  | 20 | 33 | 53 | -20 |
|  | 17. | US Melun            | 18 | 34 | 6  | 6  | 22 | 28 | 64 | -36 |
|  | 18. | Amiens              | 17 | 34 | 3  | 11 | 20 | 28 | 66 | -38 |

### Verdetti
- Brest promosso in Division 1 1979-1980.
- Lens promosso in Division 1 1979-1980 dopo aver vinto i play-off.
- Boulogne,  Melun  e  Amiens retrocesse in Division 3 1979-1980.

### Record
- Maggior numero di vittorie:  Brest (25)
- Minor numero di sconfitte:  Lens (4)
- Migliore attacco:  Lens (74 gol fatti)
- Miglior difesa:  Brest (22 gol subiti)
- Miglior differenza reti:  Lens (+48)
- Maggior numero di pareggi:  Tours,  Angoulême (13)
- Minor numero di pareggi:  Brest (4)
- Maggior numero di sconfitte:  Melun (22)
- Minor numero di vittorie:  Amiens (3)
- Peggiore attacco:  Melun,  Amiens (28 gol fatti)
- Peggior difesa:  Amiens (66 gol subiti)
- Peggior differenza reti:  Amiens (-38)
- Capocannoniere: Patrick Martet (26 gol  Brest)

## Playoff

### Promozione
|                    | Risultati        |                    |  |
| ------------------ | ---------------- | ------------------ |  |
| Olympique Avignone | 2 - 0            | Lens               |  |
| Lens               | 4 - 1 (d. t. s.) | Olympique Avignone |  |
|                    |                  |                    |  |
| Paris FC           | 0 - 0            | Lens               |  |
| Lens               | 3 - 2 (d. c. r.) | Paris FC           |  |

### Spareggio vincitrice
|          | Risultati |          |
| -------- | --------- | -------- |
| Brest    | 1 - 2     | Gueugnon |
| Gueugnon | 1 - 0     | Brest    |